# Genie Engine
Genie Engine é um motor de jogo desenvolvido pela Ensemble Studios e usada em vários jogos eletrônicos populares, como Age of Empires, Age of Empires II juntamente com sua expansão, The Conquerors, além de Star Wars: Galactic Battlegrounds. Alguns desses jogos eram suportados para Mac, da Apple.